# Universidad Técnica Federico Santa María

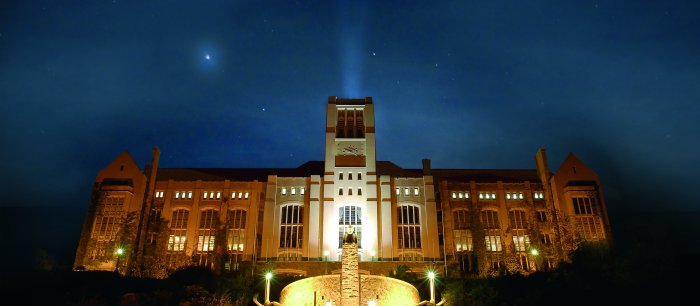
Hauptgebäude

Die Universidad Técnica Federico Santa María (USM; de: Technische Universität Federico Santa María) ist eine chilenische Hochschule.
Der Sitz befindet sich zwischen der Hafenstadt Valparaíso und dem Badeort Viña del Mar in der V. Region Chiles und liegt auf dem Hügel "Placeres" (span. "die Freuden"), der noch zur Stadt Valparaíso gehört und mit der stark befahrenen Avenida España an den Pazifischen Ozean grenzt. Von der besagten Avenida España, wo sich auch die Bushaltestelle mitsamt einer Personenbrücke befindet, führt eine Treppe zum Hauptgebäude.

## Geschichte
Die Gründung ging aus einer Idee von Federico Santa María Carrera und Agustín Edwards Mc Clure, seinem Testamentvollstrecker, hervor. Santa María hatte den letzten Willen, Valparaíso um eine Bildungsstätte, die aus einer Kunst-, Handwerks- und Ingenieursakademie bestehen sollte, zu bereichern. Ein entsprechendes Testament wurde hierfür am 20. Januar 1920 in Paris verfasst und hinterlegt und am 27. April 1926 der Öffentlichkeit zugänglich gemacht. Es sah unter anderem vor, dass das Amt des Lehrkörpers in den ersten zehn Jahren ausschließlich aus Ausländern vorbehalten werden sollte. Edwards reiste daraufhin, um den Forderungen zu entsprechen, nach Deutschland, wo er Karl Laudien, Professor an der Technischen Hochschule von Stettin, unter Vertrag nahm. Im Mai des Jahres 1929, kurz nach der ersten Sitzung des Vorstandsrates der "Santa María Stiftung" reiste Laudien nach Chile. Im Februar 1931 wurde Laudien vom Vorstandsrat zum Rektor der Kunst- und Handwerksakadamie ernannt. Kurz darauf, nämlich im Jahr 1932, begann die Ausbildung der ersten Lehrlinge, nachdem sie zuvor einen Monat lang von Handwerkern geschult worden waren. Die "vorbereitende" Schule, die als erste ausschließlich der universitären Laufbahn angehörte, nahm im März 1934 ihren Betrieb auf. Im Oktober desselben Jahres wurde Magazin der Stiftung: "Scientia" gegründet, in welcher wissenschaftliche und technische Zusammenarbeiten und Neuigkeiten der Universität veröffentlicht wurden.
Mit der Reform des Statuts im September 1935 wurde die "Santa María Stiftung" in "Universidad Técnica Federico Santa María" (dt. "Technische Universität Federico Santa María") umbenannt.
Von nun an bestand die Universität aus einer Kunst-, Handwerks- und Ingenieursakademie. Diese drei Lehrstühle unterstanden den vier Fakultäten der Universidad: Mathematik, Handel und Wirtschaft, Physik und Chemie, sowie Biologie. Im Oktober 1935 wurde das Statut erneut geändert und Armando Quezada Acharán zum Rektor der Universität ernannt. Laudien blieb allerdings Rektor der Kunst- und Handwerksakademie. Im Juni 1936 wurde Francisco Cereceda zum Nachfolger von Quezada Acharán ernannt, der im April 1936 verstorben war. Cerecedas Amtszeit als Rektor der Universität dauerte bis 1936, in der er deren institutionelle Position stärkte. U.a. wurden der theoretische Teil der Studiengänge ausgebaut und der praktische Teil erweitert. In den vierziger Jahren wurden die Werkstätten und Laboratorien ausgebaut. Ebenso wurde der Audimax, dessen Einweihung 1941 stattfand, und das Verwaltungsgebäude, welches heute den Charakter des Gebäudekomplexes im Wesentlichen sehr stark beeinflusst, und die Bibliothek erbaut. Hinzu kam die Ausstrahlung eines Radioprogramms mit kulturellem Hintergrund.
Die Fakultäten für Elektrotechnik, Chemie und Maschinenbau kamen im Jahre 1944, Mathematik und Physik hinzu und sind bis heute unverändert.

## Fakultäten
- Architektur
- Werkstoffkunde
- Elektrizitätslehre
- Elektronik
- Physik
- Humanistische Studien
- Handel und Wirtschaft
- Informatik
- Mathematik
- Maschinenbau
- öffentliche Bauwerke
- chemische, bio- und umwelttechnische Prozesse
- Sport und Freizeit